# James Drury
James Drury   (Nova York, 18 d'abril de 1934 - Houston, 6 d'abril de 2020) fou un actor estatunidenc, reconegut com un dels més grans intèrprets del gènere western i famós per haver estat el protagonista de la sèrie estatunidenca The Virginian, emesa del 1962 a 1971.

## Primers anys
Va néixer a Nova York, fill de James Child Drury i Beatrice Crawford Drury. El seu pare era professor de màrqueting a la Universitat de Nova York. Va créixer entre Nova York i Oregon. Va contraure la poliomielitis als 10 anys.
Va estudiar art dramàtic a la Universitat de Nova York i va prendre classes addicionals a UCLA per completar el seu grau després que comencés a treballar a pel·lícules de la MGM.

## Carrera
La carrera d'actor professional de Drury va començar quan tenia dotze anys, quan va actuar en la producció d'una companyia ambulant de Life with Father.
Va signar un contracte de pel·lícula amb MGM en 1954 i va aparèixer en escenes de pel·lícules. Després marxà a la 20th Century Fox, i va aparèixer a Love Me Tender (1956) i Bernardine (1957).
En 1959, Drury va fer el paper de Harding, Jr., a l'episodi "Murder at the Mansion" de Richard Diamond, Private Detective. El 9 de maig de 1959, a principis de la seva carrera, Drury va aparèixer com a Neal Adams a l'episodi "Client Neal Adams" de la sèrie western de l'ABC Black Saddle. En l'argument, Adams és un vell amic del protagonista de la sèrie Clay Culhane, un advocat convertit en pistoler interpretat per Peter Breck. Adams havia robat 8.000 dòlars d'un banc i posteriorment era tirotejat per un caçador de recompenses, interpretat per Charles Aidman. Adams demana ajuda a Culhane i fa la falsa afirmació que el caçador de recompenses és el germà d'un home a qui Adams abans havia matat en defensa pròpia.
La vigília de Nadal de 1959, Drury va aparèixer en l'episodi "Ten Feet of Nothing" en l'antologia de sèries redifosa Death Valley Days, de Stanley Andrews. Drury interpretava a un jove minaire, Joe Plato, que en una borratxera lliura la meitat de la seva reivindicació minera llavors inútil a una cantant de saloon, Kathy Mulqueen (Preshy Marker). Kathy s'interessa per la mina quan es descobreix or a la propietat contigua. Aviat Joe i Cathy s'enamoren i es casen. Hank Patterson va interpretar Abe, l'amic de Plato.
El 1960, Drury va aparèixer en diferents papers en dos episodis, "Fair Game" i "Vindication" d'una altra sèrie western de l'ABC, The Rebel, protagonitzada per Nick Adams com un aventurer confederat errant a través de l'Oest després de la Guerra civil. El 16 de novembre de 1960 Drury va interpretar al jove pioner Justin Claiborne a l'episodi "The Bleymier Story" en la sèrie de la NBC Wagon Train.
En 1960 Drury va interpretar Joe Darle en l'episodi "Wall of Silence" de la sèrie de detectius de l'ABC/Warner Brothers Bourbon Street Beat. Va fer una aparició memorable d'estrella convidada en la sèrie de la CBS Perry Mason en 1961, interpretant el paper del músic i acusat Eddy King a "The Case of the Missing Melody".

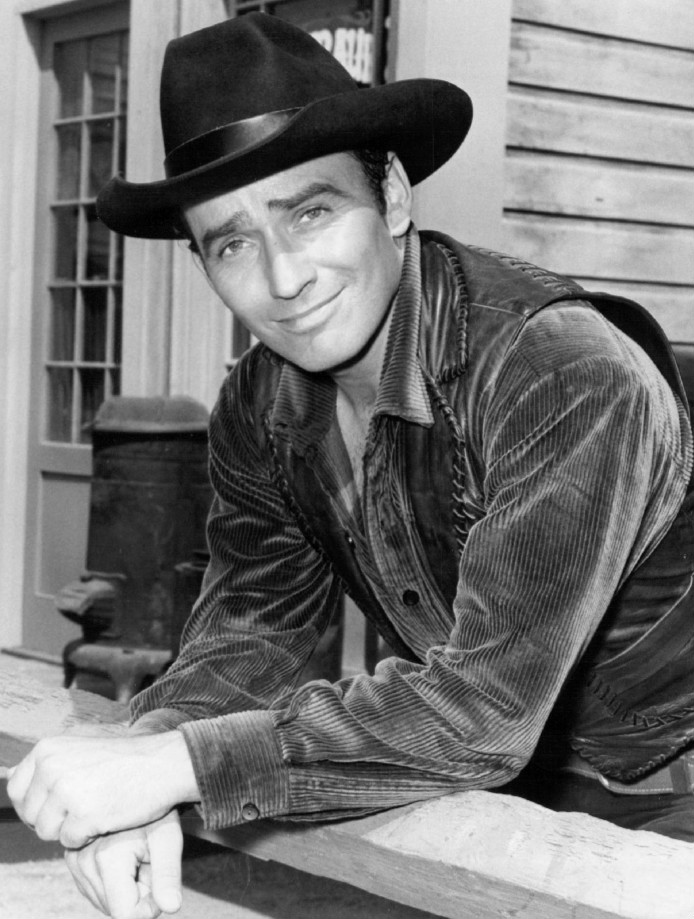
Drury com el virginià

Va aparèixer en papers secundaris per a la productora de Walt Disney. En 1962 va interpretar un paper important com a prospector d'or lasciu en el western de Sam Peckinpah Duel a les terres altes (1962) enfrontat a Randolph Scott i Joel McCrea. Al mateix temps, Drury va interpretar el paper més important de capatàs de ranxo a The Virginian, una sèrie destacada que va funcionar durant nou temporades fins 1971.
Drury i la seva banda Wilshire Boulevard Buffalo Hunters va tocar en 54 espectacles patrocinats per l'Exèrcit per a les tropes a Vietnam en tres setmanes l'abril de 1966.
En una seqüela de The Virginian, Drury va continuar en el seu paper a The Men from Shiloh de la NBC (1970-1971).:981 Va interpretar el paper principal de Capità Spike Ryerson en la sèrie dramàtica Firehouse de l'ABC en 1974.
En 1993 Drury va ser estrella invitada en el paper de Capità Tom Price en els primers tres episodis de Walker, Texas Ranger, enfrontat a Chuck Norris i Clarence Gilyard. Drury també va fer un cameo en el teleflm de 2000 El virginià protagonitzat per Bill Pullman. El telefilm seguia més fidelment la novel·la de Wister que no pas la sèrie de televisió. Drury va aparèixer en diverses pel·lícules i altres programes de televisió, com The Young Warriors i The Gambler Returns: The Luck of the Draw amb Doug McClure, qui interpretava el personatge Trampas a The Virginian.
En 1991 Drury va entrar al Hall of Great Western Performers del National Cowboy and Western Heritage Museum a Oklahoma City. En 1997 i 2003 fou convidat a la Fira del Cinema Western a Charlotte, Carolina del Nord.

## Vida personal
El 7 de febrer de 1957 Drury es va casar amb Cristall Othones. Van tenir dos fills i es van divorciar el 23 de novembre de 1964. Es va casar amb Phyllis Jacqueline Mitchell el 27 d'abril de 1968 i es van divorciar el 30 de gener de 1979. Es va casar amb Carl Ann Head el 30 de juliol de 1979.

## Altres
Drury estava al negoci del petroli i del gas natural a Houston a començaments del segle XXI. El seu fill, Timothy Drury, és un teclista, guitarrista i vocalista que ha tocat amb els grups de rock The Eagles i Whitesnake.

## Filmografia

### Pel·lícules
| Any  | Títol                                               | Paper                  | Notes        |
| ---- | --------------------------------------------------- | ---------------------- | ------------ |
| 1955 | La jungla de les pissarres (Blackboard Jungle)      | Hospital Attendant     | No acreditat |
| 1955 | Love Me or Leave Me                                 | Assistent de director  | No acreditat |
| 1955 | The Tender Trap                                     | Eddie                  |              |
| 1956 | Diane                                               | Tinent                 | No acreditat |
| 1956 | Forbidden Planet                                    | Crewman Strong         |              |
| 1956 | The Last Wagon                                      | Lt. Kelly              |              |
| 1956 | Love Me Tender                                      | Ray Reno               |              |
| 1957 | Bernardine                                          | Lt. Langley Beaumont   |              |
| 1959 | Bon dia per a un penjament (Good Day for a Hanging) | Paul Ridgely           |              |
| 1960 | Toby Tyler                                          | Jim Weaver             |              |
| 1960 | Pollyanna                                           | George Dodds           |              |
| 1960 | Ten Who Dared                                       | Walter Powell          |              |
| 1962 | Duel a les terres altes (Ride the High Country)     | Billy Hammond          |              |
| 1962 | Third of a Man                                      | Emmet                  |              |
| 1967 | The Young Warriors aka Eagle Warriors               | Sgt. Cooley            |              |
| 1991 | The Gambler Returns: The Luck of the Draw           | Jim                    |              |
| 1994 | Maverick                                            | Riverboat Poker Player | No acreditat |
| 2005 | Hell to Pay                                         | JT Coffee              |              |

### Televisió
| Any       | Títol                                | Paper                                       | Notes                              |
| --------- | ------------------------------------ | ------------------------------------------- | ---------------------------------- |
| 1955–1961 | Gunsmoke                             | Tom / Johnny Red / Jerry Cass / Booth Rider | 4 episodis                         |
| 1958      | Alfred Hitchcock Presents            | Michael Grimes                              | episodi: "The Right Kind of House" |
| 1958      | Playhouse 90                         | Jesse James                                 | episodi: "Bitter Heritage"         |
| 1958      | The Texan                            | Johnny Kaler                                | episodi: "The Troubled Town"       |
| 1958–1961 | The Rifleman                         | Spicer / Lloyd Carpenter                    | 2 episodis                         |
| 1959–1961 | Rawhide                              | Rance / Johnny Adler / Kenley               | 3 episodis                         |
| 1959      | The Lawman                           | Clay Troop                                  | 1 episodi                          |
| 1959      | Steve Canyon                         | Lt. Richard Muller                          | 2 episodis                         |
| 1959      | Cheyenne                             | Bill Magruder                               | episodi: "The Impostor"            |
| 1960–1962 | Wagon Train                          | Cole Crawford / Justin Claiborne            | 2 episodis                         |
| 1962–1971 | The Virginian                        | El virginià                                 | 249 episodis                       |
| 1969      | Rowan and Martin's Laugh-In          | Ell mateix                                  | 2 episodis                         |
| 1971–1972 | Alias Smith and Jones                | Sheriff Tankersley / Sheriff Lom Trevors    | 2 episodis                         |
| 1971      | Ironside                             | Al                                          | episodi: "The Professionals"       |
| 1974      | Firehouse                            | Capità Spike Ryerson                        | 13 episodis                        |
| 1993      | Walker, Texas Ranger                 | Capità Tom Price                            | 3 episodis                         |
| 1993–1994 | The Adventures of Brisco County, Jr. | Ethan Emerson                               | 2 episodis                         |

## Narrador
- River Invaders: The Scourge of Zebra Mussels - (1994) - PBS especial
- Sturgeon: Ancient Survivors of the Deep - host/narrator - (1995) - PBS especial
- A Vanishing Melody: The Call of the Piping Plover - (1997) - PBS especial